# Peter Rosenkrantz Johnsen
Peter Markus Gjøe Rosenkrantz Johnsen, född 10 oktober 1857 i Bergen, död 16 september 1929, var en norsk författare. Han var brorson till Johan Christian Johnsen. 
Johnsen var först affärsman, tog 1883 examen artium och var senare tidningsman. Han utgav ett par diktsamlingar, varibland Rim og rhytmer (1908), och berättelserna Nygifte (1885), Kys (1889), Kaptein Apenæs's datter (1889), Bag masken (1890), Novelletter (1896), Dobbelt-konsulen (1898) och Huldretjern og andre novelletter (1901).